# Jodocus Badius
Jodocus Badius, ou ainda Josse Badius, Josse Bade, Jodoco del Badia, Jodocus Van Asche Badius (Asse, Flandres, 1462 — Paris, 1535) foi um pioneiro da indústria de impressão, e também um renomado gramático e pedagogo flamengo.

## Biografia
Algumas vezes chamado de Badius Ascensius da vila de Asse (Assche na ortografia antiga), perto de Bruxelas, no Brabante Flamengo, onde nasceu, ele se tornou um eminente editor em Paris. Seu estabelecimento comercial veio a ser conhecido como o Prelum Ascensianum. Badius foi também um estudioso de renome considerável, tendo estudado em Bruxelas e em Ferrara, e, antes de se estabelecer em Paris, ensinou grego durante vários anos em Lyon. Ilustrou com notas várias obras dos autores clássicos que passaram por sua gráfica, e foi o autor de inúmeras peças, entre elas estão: a vida de Tomás de Kempis, e uma sátira sobre a insensatez das mulheres, intitulada Navicula Stultarum Mulierum.
Badius trabalhou inicialmente como editor e revisor de texto para a gráfica de Jean Trechsel, em Lyon (1492–1498). Em 1503 ele se mudou para Paris, onde montou sua própria gráfica. Sua produção era quase que inteiramente em latim. Badius se especializou em edições de textos clássicos romanos, muitas vezes com a sua própria familiare commentum para o mercado estudantil, e também obras em latim de escritores humanistas contemporâneos.